# Francisco Javier (director de teatro)
Jorge Amado Lurati, conocido como Francisco Javier (Buenos Aires, 21 de agosto de 1923-Buenos Aires, 24 de septiembre de 2017) fue un director de teatro, docente e investigador argentino.

## Biografía
Realizó sus estudios secundarios en el Colegio de Nacional Buenos Aires. Allí tuvo su primer aproximación al teatro a través de profesores como Ángel Batistesa y José María Monner Sans. Una de sus primeras experiencias teatrales fue ver en el Teatro Nacional Cervantes la obra Ollantay, de Ricardo Rojas, interpretado por Luisa Vehil y Faust Rocha.
Finalizada la escuela media inicia estudios de derecho en la Universidad de Buenos Aires, que abandonará tras ver una representaciónde Pirandello en el teatro Odeon, en la quedescubrirá que es el teatro a lo que desea dedicarse. De modo paralelo comienza a relacionarse con los movimientos teatrales del momento y con la cultura francesa. Asiste a representaciones en el Teatro del Pueblo de Leónidas Barleta, donde ve a Roberto Arlt.
En la Facultad de Filosofía y Letras de la Universidad de Buenos Aires se gradúa como Licenciado en Historia de las Artes. Completa sus estudios doctoránse en Teatro en la Universidad de Paris IV con una tesis sobre el espacio escénico, tema que será fundamental a lo largo de su carrera.
Su preocupación por el problema del espacio escénico fue permanente y debe destacarse al respecto el trabajo y la amistad con el escenógrafo Saulo Benavente.
En la década de 1970 funda el grupo Los Volatineros, con espectáculos como ¡Qué porquería es el glóbulo!, Cajamarca y Hola Fontanarrosa.
Participó del movomiento teatral Teatro Abierto en 1982 y 1983.
En el campo de la ópera Además, realizó puestas en el Teatro Colón y en el TEatro Argentino de La Plata,  (Marianita Limeña, de Valdo Sciammarella; Le Jongleur de Notre Dame, de Jules Massenet, L'italiana a Londra, de Doménico Cimarosa; Ollantay, de Constantino Gaito, y Hansel y Gretel, de Humperdink)
Fue presidente del Centro Latinoamericano de Creación e Investigación Teatral (Celcit) de la Argentina, secretario del Instituto Internacional del Teatro (ITI), consejero del Fondo Nacional de las Artes.

## Actividad docente
En cuanto a su actividad docente fue director del Instituto de Artes del Espectáculo de la Facultad de Filosofía y Letras de la UBA, Profesor titular de la cátedra de Análisis y Crítica del Texto Espectáculo (Facultad de Filosofía y Letras, Universidad de Buenos Aires). Dictó clases en el Conservatorio Nacional de Arte Dramático y en la Escuela de Teatro de La Plata.
Al frente del Instituto de Artes del Espectáculo realizó una profunda tarea de formación de investigadores a lo largo de su gestión, impulsando programas de investigación, publicaciones, seminarios y conferencias.
Se destacó como investigador teatral pionero en Argentina, siendo responsable por la expansión de los estudios teatrales en el país. Como docente de la Universidad de Buenos Aires (UBA) dirigió el Instituto del Teatro, y desde allí formó toda una generación de doctores en teatro.

## Premios
- Premio Argentores- Impulsor a la investigación teatral (2003)
- Premio Clarín por su puesta de Novecento, de Alessandro Baricco (2003)
- Premio ACE por la dirección de La indigna señora B, de Bertolt Brecht.
- Premio de la Cámara de Diputados por su trayectoria (2004)
- Premio a la Trayectoria Regional del Instituto Nacional de Teatro
- Premio María Guerrero
- Premio Onofre Lovero al teatro independiente (2014)
- Premio Mayor del Fondo Nacional de las Artes[2]

## Puestas en escena
- El herrero y el diablo de Juan Carlos Gené
- La secreta obscenidad de cada día de Marco Antonio de la Parra
- Los casos de Juan de Bernardo Canal Feijóo
- La excepción y la regla de Bertolt Brecht (Teatro Municipal General San Martín)
- El argentinazo de Dalmiro Sáenz en el Teatro Nacional Cervantes
- La rosa de papel de Ramón del Valle Inclán, en el Centro Cultural Recoleta

- ¡Qué porquería es el glóbulo!, de José María Firpo
- Cajamarca de Claude Demarigny
- ¡Hola Fontanarrosa! de Roberto Fontanarrosa en el teatro de la Casa de Castagnino
- El acompañamiento de Carlos Gorostiza (gira por Suecia y Finlandia). 1993.
- El corsario y la abadesa de José Brene en el Teatro Nacional Cervantes (1992)
- Casi no te conozco Buenos Aires, de Marcelo Grau Teatro Municipal General San Martín.(1992)
- Calé. Buenos Aires en camiseta, sobre la obra del humorista Calé. Teatro Nacional Cervantes (1993).
- A lo loco, sobre una obra de Marcel Achard. Teatro Andamio 90. 1993. Festival de Barcelona 1994
- Dis Pater, de Luis Cano
- El gato en su selva de Samuel Eichelbaum. Teatro del Pueblo
- A la griega de Steven Berkoff (1998)
- Dibujo sobre un vidrio empañado de Pedro Sedlinsky. Teatro del Pueblo
- Huesos sangre piel alma de Pedro Sedlinsky. Ciclo de Teatro por la identidad 2001
- La caída de la casa Usher, sobre cuento de Edgar Allan Poe. Teatro Andamio 90 y Actor's Studio (2001/2002)
- Novecento, de dramaturgo italiano Alessandro Baricco. Patio de actores. 2003-2004
- La vieja dama indigna, de Bertolt Brecht. Actors Studio Complex. 2003.-2004. Espectáculo invitado al Festival *Internacional de Santa Marta, Colombia, que se llevará a cabo entre el 4 y el 11 de septiembre de 2004
- La prisionera, de Emilio Carballido. Teatro Regina.2003
- El informe del Dr Krupp, de Pedro Sedlinsky. Teatro Nacional Cervantes. 2003
- Seda de Alessandro Baricco. Teatro de la Comedia. 2004
- El especulador, de Honoré de Balzac, en el Teatro San Martín.

Régisseur de ópera en el Teatro Colón y el Argentino de La Plata:
- Marianita limeña de Valdo Sciammarella
- Le jongleur de Notre Dame de Jules Massenet
- L'italiana a Londra de Doménico Cimarosa
- Ollantay de Constantino Gaito
- Hansel y Gretel de Humperdink.

## Publicaciones
- La Creatividad en La Obra del Escenografo Saulo Benavente. Buenos Aires, Leviatan, 2013
- El espacio escénico como sistema significante. Buenos Aires, Leviatan, 1998
- La renovación del espacio escénico. Fundación Banco de la Provincia de Bs.As.1981
- Los lenguajes del espectáculo teatral. SBE-FFL-UBA, 1986
- Teatro y artes : Cruce de lenguajes y mirada crítica. Buenos Aires, Inst. Artes del Espectáculo, 2012
- Volver al principio : Asesino sin salario. Homenaje a Eugène Ionesco. Buenos Aires, ed. del autor, 2009

## Traducciones
- Asesino sin salario, Eugène Ionesco
- Correveydale
- El chofer (humor...si le parece)
- El especulador, Honoré de Balzac
- El profanador, Thierry Maulnier
- El Rey se Muere, Samuel Becket
- Historia de Vascó
- La historia del soldado
- La loca de Chaillot, Jean Giraudoux
- Las sillas, Eugène Ionesco
- Los Justos, Jean Paul Sartre
- Noche de noche
- Tartufo, Moliere